# Хачпар
Хачпар (арм. Խաչփառ) — село в Араратской области Армении. Основано в 1831 году.

## География
Село расположено в северо-западной части марза, на правом берегу реки Раздан, на расстоянии 25 километров к северо-западу от города Арташат, административного центра области. Абсолютная высота — 847 метров над уровнем моря.
Климат
Климат характеризуется как семиаридный (BSk в классификации климатов Кёппена). Среднегодовая температура воздуха составляет 12,5 °C. Средняя температура самого холодного месяца (января) составляет −2,7 °С, самого жаркого месяца (июля) — 26,1 °С. Расчётная многолетняя норма атмосферных осадков — 294 мм. Наибольшее количество осадков выпадает в мае (49 мм).

## Население
По данным «Сборника сведений о Кавказе» за 1880 год в селе Хачапарах Эриванского уезда по сведениям 1873 года было 99 дворов и проживало 756 азербайджанцев (указаны как «татары»), которые были шиитами. Также в селе был расположен мусульманский молитвенный дом.
По данным Кавказского календаря на 1912 год, в селе Хачапарах Эриванского уезда проживало 1010 человек, в основном азербайджанцев, указанных как «татары».
Согласно Постановлению Совета Министров СССР № 4083 от 23 декабря 1947 года часть жителей села Захмет Вединского района Армянской ССР в конце 40-х—начале 50-х годов было депортировано в Азербайджанскую ССР (подробнее см. статью «Депортация азербайджанцев из Армении (1947—1950)». Несмотря на давления со стороны властей, часть жителей села сумела уклониться от депортации.
Уроженцем села является Заслуженный художник Армянской ССР Джаббар Кулиев.
| Год переписи | Население          | Население          | Население          | Население            | Население            | Население            |
| Год переписи | Наличное население | Наличное население | Наличное население | Постоянное население | Постоянное население | Постоянное население |
| Год переписи | Всего              | Мужчины            | Женщины            | Всего                | Мужчины              | Женщины              |
| ------------ | ------------------ | ------------------ | ------------------ | -------------------- | -------------------- | -------------------- |
| 2001         | 1610               | 745                | 865                | 1887                 | 880                  | 1007                 |
| 2011         | 1934               | 939                | 995                | 2049                 | 1007                 | 1042                 |

| Год  | Численность | Численность |
| ---- | ----------- | ----------- |
| 1831 | 326         | [ 12 ]      |
| 1873 | 716         | [ 13 ]      |
| 1897 | 1059        | [ 12 ]      |
| 1926 | 677         | [ 12 ]      |
| 1939 | 783         | [ 12 ]      |
| 1959 | 1273        | [ 12 ]      |
| 1970 | 1984        | [ 12 ]      |
| 1978 | 2018        | [ 12 ]      |
| 1989 | 2424        | [ 12 ]      |
| 2001 | 1887        | [ 12 ]      |
| 2011 | 2049        | [ 14 ]      |